# Rohrsen
Rohrsen là một đô thị ở huyện huyện Nienburg, trong bang Niedersachsen, nước Đức. Đô thị Rohrsen có diện tích 5,09 km².